# Москва (фильм)
«Москва» — российский кинофильм режиссёра Александра Зельдовича, вышедший в 2000 году.

## Сюжет
Москва, 90-е. Город без прошлого и будущего. Город, который не прощает ошибок.
Показаны московская богема, криминальный бизнес: ночная жизнь, лёгкие деньги. Возбуждение и растерянность образуют поверхность этой жизни.
Во время очередной перевозки партии наличных для «нового русского» по кличке Майк, деньги исчезают. Ситуация осложняется ещё больше, когда накануне свадьбы невеста Майка влюбляется в его друга, которого тот подозревает в похищении денег. Герои пытаются заглушить страх перед разрушительной жестокостью жизни алкоголем и сексом. Интрига продолжает разрастаться, пока проблема не разрешается наиболее универсальным способом — пулей в затылок…

## В ролях

### В главных ролях
- Ингеборга Дапкунайте — Маша
- Татьяна Друбич — Ольга
- Наталия Коляканова — Ирина
- Александр Балуев — Майк
- Виктор Гвоздицкий — Марк
- Станислав Павлов — Лев

### В ролях
- Николай Чиндяйкин — Слива
- Игорь Золотовицкий — Высокий
- Юрий Степанов — Хирург
- Роман Мадянов — гость на свадьбе
- Мамука Кикалейшвили — знаменитость
- Александра Ислентьева — регистратор
- Сергей Чонишвили — посетитель клуба
- Олеся Поташинская

### В эпизодах
- Андрей Белянин
- Иван Гордиенко
- Мария Глазкова

Галерея

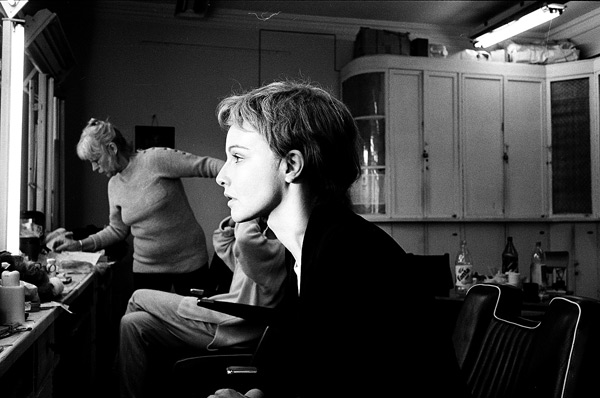
«Москва 1997». Татьяна Друбич / примерка грима к/ф «Москва».
«Москва 1997». режиссёр А.Зельдович во время работы над к/ф «Москва».
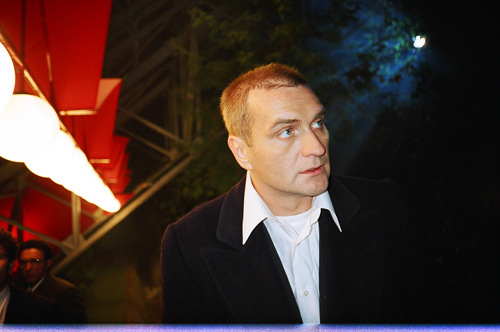
«Москва 1997». актёр Александр Балуев, съемка к/ф «Москва».
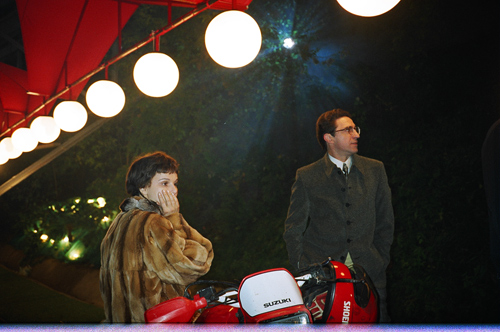
«Москва 1997». актриса Татьяна Друбич и В. Гвоздицкий, съемка к/ф «Москва».
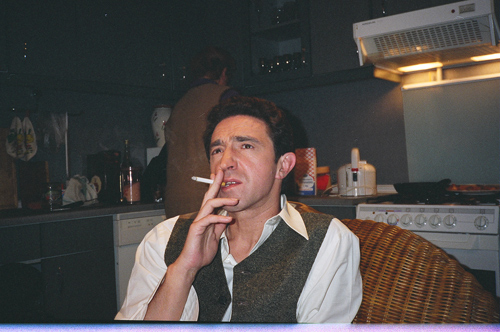
«Москва 1997». В. Гвоздицкий, съемка к/ф «Москва».

## Съёмочная группа
- Авторы сценария:
  - Владимир Сорокин
  - Александр Зельдович
- Режиссёр-постановщик: Александр Зельдович
- Оператор-постановщик: Александр Ильховский
- Композитор: Леонид Десятников
- Звукорежиссёр: Клаус-Петер Шмитт
- Художник-постановщик: Юрий Хариков
- Художник по гриму: Вера Артёмова-Шаврей
- Художник по костюмам: Юрий Хариков
- Продюсер: Арсен Готлиб
- Сопродюсер: Михаил Гасанов
- Исполнительный продюсер: Олег Гутман
- Вокал: Ольга Дзусова
- Фортепиано: Алексей Гориболь
- Ансамбль солистов Антрепризы московского союза музыкантов
- Орекстр киноконцерна Мосфильм
  - Музыкальный руководитель и дирижёр: Сергей Скрипка